# Anderson Cooper
Anderson Hays Cooper Vanderbilt (Nueva York, 3 de junio de 1967) es un periodista, escritor y presentador estadounidense, ganador del premio Emmy, otorgado por su destacado reportaje Haiti in Ruins. Es presentador de noticias del programa Anderson Cooper 360°, en CNN, así como presentador del talk show sindicado, Anderson Live.

## Biografía
Cooper nació el 3 de junio de 1967 en la ciudad de Nueva York. Era el hijo menor del escritor Wyatt Emory Cooper y de la artista, diseñadora, escritora y heredera Gloria Vanderbilt, nieta de Cornelius Vanderbilt II procedente de la distinguida familia Vanderbilt de Nueva York. Su ascendencia es principalmente inglesa, escocesa, irlandesa, galesa, neerlandesa y chilena.  
Desde temprana edad estuvo expuesto a los medios de comunicación y cuando era bebé fue fotografiado por Diane Arbus para la revista de moda Harper's Bazaar. El 17 de septiembre de 1970, a la edad de tres años fue invitado junto con su madre al programa televisivo The Tonight Show. Durante 1977 a 1980, modeló en la agencia Ford Models para las casas de moda Ralph Lauren, Calvin Klein y Macy's.
Su padre sufrió una serie de infartos, y falleció el 5 de enero de 1978 a la edad de 50 años, mientras se le practicaba una cirugía de corazón abierto. Esta situación afectó al joven Cooper enormemente y en retrospectiva declaró: «Creo que soy muy parecido a mi padre en muchas formas, incluyendo que somos muy parecidos físicamente y que tenemos un sentido del humor muy similar y sentimos pasión por relatar historias». Asimismo, consideró que el libro de su padre titulado Families «[...] es un tipo de guía sobre [...] como hubiese querido que viva la vida y las decisiones que hubiese querido que haga, y me siento muy conectado a él».
Después de graduarse del colegio Dalton School a la edad de 17, viajó a África austral en un camión del ejército inglés de trece toneladas de peso, y durante la travesía contrajo malaria, por lo que fue hospitalizado en Kenia. Más tarde, Cooper escribió sobre su experiencia, «África es un lugar para olvidar y ser olvidado».
Carter Vanderbilt Cooper, su hermano mayor, se suicidó el 22 de julio de 1988, a la edad de 23 años, arrojándose desde la terraza del decimocuarto piso del apartamento de la familia Vanderbilt en Nueva York. Posteriormente, Gloria Vanderbilt escribió sobre la muerte de su hijo en el libro A Mother’s Story, donde expresó que «[...] el suicidio fue ocasionado por un episodio de psicosis inducido por una alergia hacia un medicamento contra el asma conocido como salbutamol». El suicidio de Carter aparentemente fue la causa de que Anderson decidiese convertirse en periodista.

«Suicide is such an odd, taboo sort of thing, and my brother's death is still sort of a mystery, so I became interested in questions of survival: why some people survive and others don't... Covering wars just seemed logical.»
«El suicidio es como un tipo de tabú extraño, y la muerte de mi hermano sigue siendo una especie de misterio, así que me interesé en cuestiones de supervivencia: por qué algunas personas sobreviven y otras no... Ser corresponsal de guerra parece lógico.»

En un programa de Oprah Winfrey, mientras promovía su libro, Dispatches from the Edge: A Memoir of War, Disasters, and Survival, indicó que sufrió de dislexia en su niñez, y volvió a confirmarlo en el programa The Tonight Show dirigido por el también disléxico Jay Leno, el 1 de agosto de 2007.

## Educación
Después de graduarse del colegio Dalton School a la edad de 17, viajó a África austral en un camión del ejército inglés de 13 toneladas de peso, y durante la travesía contrajo malaria, y fue hospitalizado en Kenia. Al relatar su experiencia, Cooper escribió: «África es un lugar para olvidar y ser olvidado».
Asistió a la Universidad Yale, donde residió en el Trumbull College, y se unió a la  Manuscript Society. Se graduó en Ciencias políticas en 1989.

## Trayectoria
Durante su estancia en la universidad, Cooper pasó dos veranos como pasante en los cuarteles generales de la Agencia Central de Inteligencia, ubicados en Langley, Virginia, en un programa para estudiantes interesados en trabajos de inteligencia. A pesar de que no tiene educación formal sobre periodismo, optó por seguir esa carrera en lugar de permanecer en la CIA, al término de sus estudios.
Después de su primer trabajo como corresponsal en la década de los noventa, se tomó un descanso y vivió en Vietnam durante un año, tiempo durante el cual estudió el idioma vietnamita en la Vietnam National University, Hanói.

### ABC
En 1995, Cooper se convirtió en corresponsal de ABC News, y el 21 de septiembre de 1999 asumió la posición de copresentador del programa World News Now. En 2000, aceptó el trabajo como anfitrión del reality show The Mole. En 2007 fue presentador temporal del programa Live! with Kelly, donde ocupó el lugar de Regis Philbin quien se ausentó debido a una operación del corazón.

### CBS
En 2007 Cooper fue corresponsal para el programa 60 Minutes de CBS News, al mismo tiempo que se desempeñaba como corresponsal en CNN.

## Vida privada
Cooper tiene dos medio hermanos mayores, fruto del matrimonio de diez años de su madre con el director de orquesta Leopold Stokowski, llamados Leopold Stokowski (nacido en 1950) y Christopher Stokowski (nacido en 1952).
Nunca se ha casado y ha evitado activamente hablar sobre sus relaciones sentimentales, manifestando un deseo de proteger su neutralidad como periodista.

«I understand why people might be interested. But I just don’t talk about my personal life. It’s a decision I made a long time ago, before I ever even knew anyone would be interested in my personal life. The whole thing about being a reporter is that you’re supposed to be an observer and to be able to adapt with any group you’re in, and I don’t want to do anything that threatens that.»
«Entiendo el motivo por el cual la gente puede estar interesada en mi vida. Pero simplemente no hablo sobre mi vida privada. Es una decisión que tomé desde hace mucho tiempo, antes de que incluso me imaginase que alguien estuviese interesado en mi vida privada. La razón de ser un reportero es que se supone que tú eres un observador y que posees la cualidad de poder adaptarte a cualquier grupo, y no quiero hacer nada que pueda amenazar eso».

Su reticencia pública contrasta deliberadamente con la vida de su madre, quien ha sido el centro de atención de los tabloides periodísticos y ha publicado sus memorias detallando explícitamente sus aventuras amorosas con celebridades. A pesar de que Cooper ha mantenido en privado sus asuntos personales, ha expresado su deseo de formar una familia y tener hijos.
La sexualidad de Cooper había sido cuestionada varias veces por los medios de comunicación, de hecho, en mayo de 2007, la revista Out usó una foto de él y otra de la actriz Jodie Foster para ilustrar un reportaje titulado «El armario de vidrio», donde se intentaba explicar por qué algunas celebridades preferían no admitir públicamente su homosexualidad. El 2 de julio de 2012, previa autorización de Cooper, el sitio web de The Daily Beast publicó un correo electrónico que envió a su amigo, el periodista y escritor Andrew Sullivan, donde asumía su homosexualidad con orgullo.

«...I’ve begun to consider whether the unintended outcomes of maintaining my privacy outweigh personal and professional principle. It’s become clear to me that by remaining silent on certain aspects of my personal life for so long, I have given some the mistaken impression that I am trying to hide something—something that makes me uncomfortable, ashamed or even afraid. This is distressing because it is simply not true...The fact is, I'm gay, always have been, always will be, and I couldn’t be any more happy, comfortable with myself, and proud... I love, and I am loved...»
«...He empezado a considerar si los resultados no intencionales de mantener mi privacidad, superan mis  principios personales y profesionales. Se ha vuelto claro para mí que, al permanecer en silencio sobre ciertos aspectos de mi vida personal durante tanto tiempo, he dado una impresión equivocada, de que estoy tratando de ocultar algo, algo que me hace sentir incómodo, vergüenza, o incluso miedo. Esto es preocupante porque simplemente no es verdad... El hecho es que soy gay, siempre lo he sido, siempre lo seré, y no podría estar más feliz, a gusto conmigo mismo y orgulloso... Amo, y soy amado...»

Desde el 2009 mantiene una relación amorosa con Benjamin Maisani y ha mencionado que tiene intenciones de casarse con él en Nueva York, cuando las uniones entre parejas del mismo sexo sean legales en ese estado. Actualmente vive en la ciudad de Nueva York, en una estación de bomberos que adquirió en enero de 2010, tras pagar alrededor de 4,3 millones de dólares, y que modificó para que sea una vivienda.
El 30 de abril de 2020, Cooper anunció el nacimiento de su hijo Wyatt Morgan Cooper, al que tuvo mediante vientre de alquiler. Anunció el nacimiento de su segundo hijo, Sebastian, en febrero de 2022.